# 肝硬変
肝硬変（かんこうへん）は、肝細胞が繰り返し大量に死んで減少し、その補修の際に線維組織によって置換（線維化）された結果、肝臓が硬く変化し、さらに線維組織によって残存している肝細胞まで締め付けられ、本来は滑らかな肝臓の表面がデコボコに変形した状態である。肝硬変になると、肝臓に残存する肝細胞の数が限られる上に、硬くなった肝臓への血流量は減少するために、肝機能は低下する。ただし、生体の恒常性は保てる程度の肝機能低下で済んでいる代償性肝硬変と、もはや生体の恒常性を保ち切れないほどに肝機能低下が進んだ非代償性肝硬変がある。いずれにしても、肝硬変は慢性肝疾患の終末像で不可逆的な病変であり、治癒は望めず、その先に待っているのは肝不全に引き続いての死である。なお、肝硬変になると、肝臓がんも発生しやすい状態となる他、様々な合併症も出現してくることが普通であり、合併症によって死亡することもある。したがって、肝硬変になる前に、肝硬変を引き起こす原因を取り除く治療を行って、肝硬変を予防することが重要である。肝硬変になっていなければ、肝臓は再生能力が高い臓器であるため治癒も望める。肝硬変になってからの治療は、線維化した細胞は正常な肝細胞に戻る事はないため、残存する肝機能を可能な限り長く維持し、合併症の出現を防止する、延命治療が中心となる。

## 疫学
ウイルス性肝炎（B型肝炎、C型肝炎など）、アルコール性肝疾患、原発性胆汁性胆管炎、原発性硬化性胆管炎、鉄の過剰による臓器損傷、自己免疫性肝炎、ウィルソン病などの慢性肝疾患が原因となり、あるいはこれらの疾患が進行した終末像である。2002年現在、日本には約40万人の肝硬変患者がおり、60%がC型肝硬変、15%がB型肝硬変、12%がアルコール性肝硬変である。かつては日本でも日本住血吸虫の有病地において、虫卵と栄養不良を原因とする肝硬変もみられた。最近ではメタボリックシンドロームに関連した非アルコール性脂肪性肝炎 (NASH) が原因として注目されている。

## 症状・所見

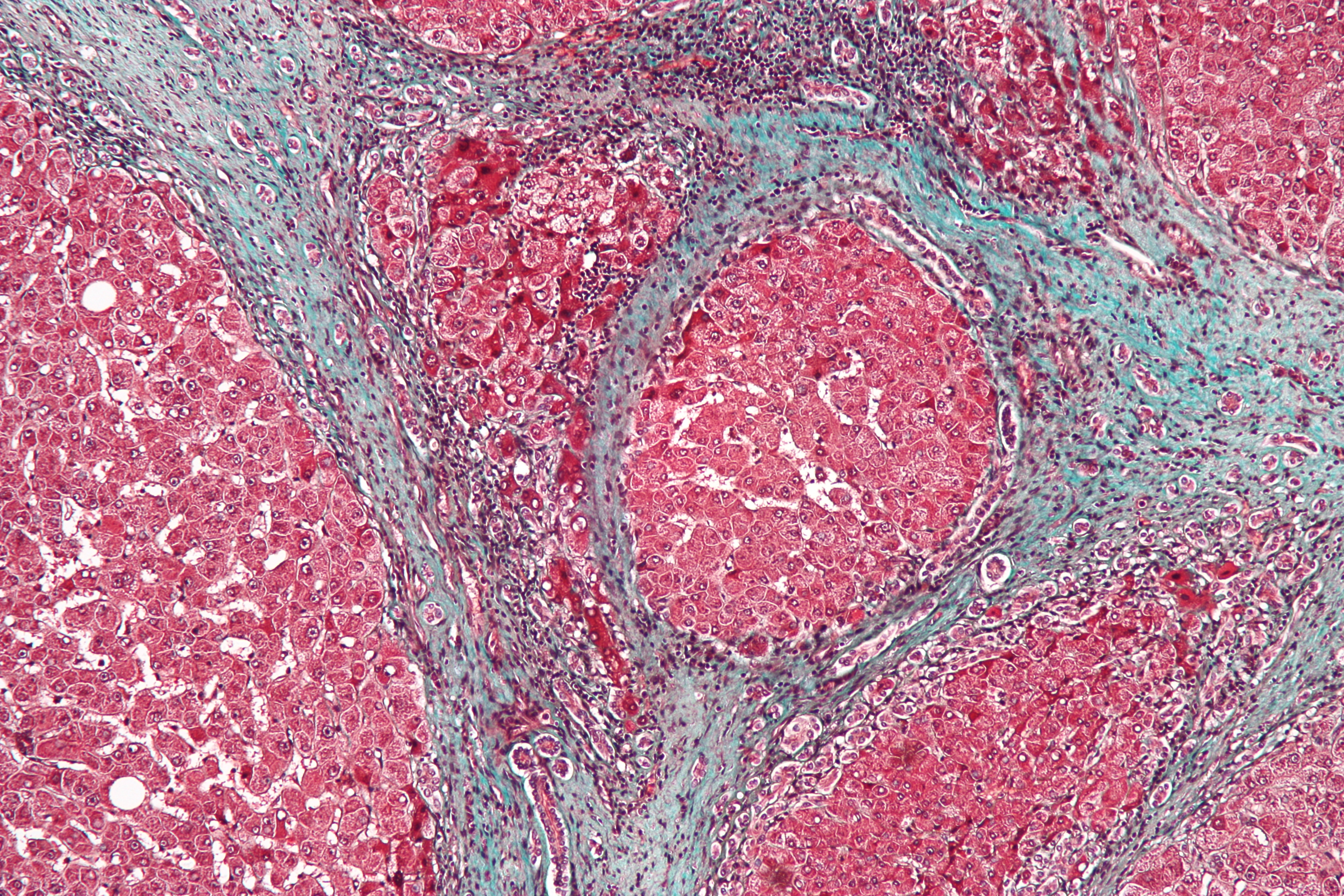
肝硬変になった肝臓の顕微鏡写真。トリクローム染色によって線維組織を青く染めてある。肝細胞が線維組織によって締め付けられている様子が見て取れる。

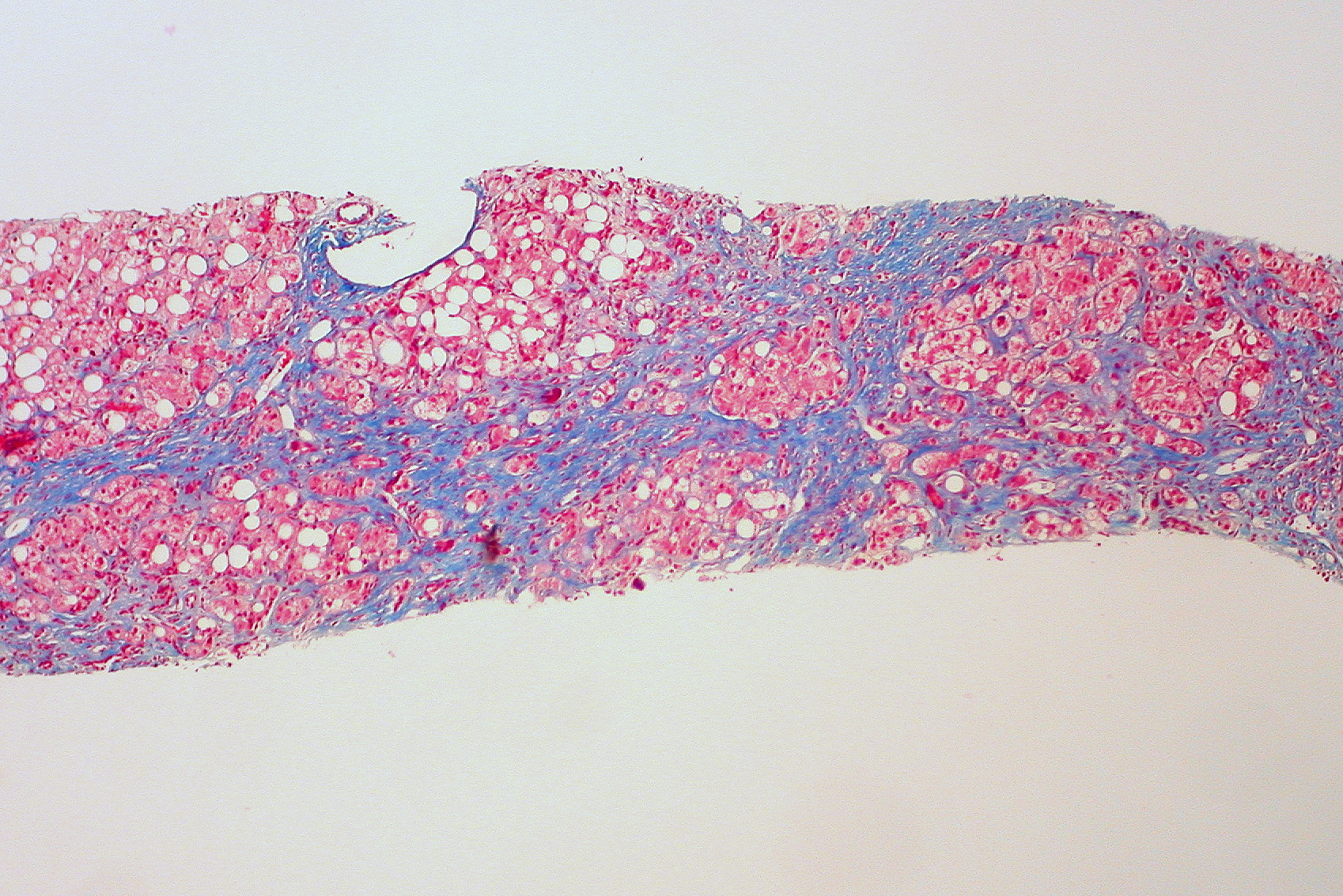
アルコール性肝硬変になった肝臓の顕微鏡写真。トリクローム染色によって線維組織を青く染めてある。こちらも肝細胞が線維組織によって締め付けられている。さらに、過度の飲酒者にありがちな脂肪肝の所見である脂肪空胞（赤く見える肝細胞の中に見える丸く抜けた白い場所）も見える。

肝硬変であっても、代償性肝硬変の段階であれば、肝臓などに異常所見はあっても、患者にはほとんど症状が出ないこともあれば、食欲不振、易疲労感（疲れやすくなる）と言った、幾つかの症状が見られる程度であったりすることもある。肝臓は能力に余裕のある臓器であり、たとえ肝細胞が少々減少したり、機能低下したりしても、ある程度はホメオスタシスを保てるためである。しかし、肝機能の低下が限界を超えて、非代償性肝硬変に進行すると、患者は多彩な症状に襲われる。
肝硬変が進行すると、体重減少、手掌紅斑（palmer erythema、掌の小指側の紅潮）が見られる場合もある。腹部超音波検査などで肝硬変に至った肝臓を見た場合、本来は比較的滑らかな表面をしているはずの肝臓は、表面に凹凸が見られるようになる。肝硬変はヒト以外の動物にも起こり得る病変であり、動物種によって肝臓の形状にこそ違いはあるものの、肝硬変になると肝臓の表面に凹凸が現れるのは共通である。なお、肝硬変に至ったヒトの肝臓は、左葉が腫大し、右葉が萎縮した形状に変化しているのが観察される。場合によっては、鳩尾（みぞおち）付近に、硬く変形した肝臓を、皮膚の上からでも触知可能なこともある。また、肝臓が硬く変化したために、特に門脈から肝臓への血液が流入しにくくなるため、門脈圧亢進症が起きてくる。脾臓からの血液は門脈へと流れ込むようになっている関係で、門脈圧亢進によって脾腫と呼ばれる状態になることもある。その上、門脈に溜まった血液は、硬くなった肝臓を迂回して心臓に戻るべく挙動するため、痔核、食道静脈瘤、メデューサの頭と呼ばれる腹部静脈の怒張、クモ状血管腫(vascular spider)が見られることもある。さらに、門脈から血漿成分が血管外に出るなどして、腹水を生じ、腹部が膨満することもある。肝機能の低下に伴って、肝臓で合成されるアルブミンなどの血漿タンパク質の合成量が減少してくると、血液の正常な浸透圧を維持できなくなり、血液からは水分が血管外へと出てゆきやすくなるわけだが、これも腹水を増加させ、胸水まで見られるようになる場合もある。血液からの血管外へ水分が出やすくなったことに伴って浮腫が見られるようになり、特に下肢の浮腫は目立ってくる。肝硬変に伴う血液の異常はこれに留まらない。脾腫に伴って、脾臓の機能が亢進するために、赤血球破壊の亢進や血小板の分布異常などにより惹起される、汎血球減少症を来たすこともある。赤血球の破壊亢進によって、貧血やビリルビンの大量遊離が起きてくる。さらに、血小板の分布異常によって生じる循環血液内の血小板減少に加えて、肝臓による血液凝固因子の合成量も低下するために、出血傾向となり、鼻血、歯茎からの出血量増加、皮下出血に伴う紫斑(purpura)、消化管からの出血によるタール便(tarry stool)などが見られることもある。そして、これらの出血によって、貧血はさらに悪化する。また、食道静脈瘤の破裂などに伴う消化管出血は、しばしば大量出血を引き起こし、これによって死亡する場合もある。消化管出血による死は免れても、吐血や下血、酷い匂いのタール便、貧血の悪化などに苦しむことになる。
他にも、肝機能の低下に伴って、ビリルビンの処理や排泄も滞り、眼球の結膜が黄色くなるといった黄疸が現れてくる。黄疸が酷くなると、皮膚は黄褐色になったり、ややどす黒い色調を示すようになる。これに対して、肝臓自体は胆汁の鬱滞によって緑色を帯びてくることがある。また、胆汁として排泄されるべき物の排泄が上手くゆかなくなったことで老廃物が全身を巡り、結果として、患者は全身の痒みなどを訴えることもある。肝臓における女性ホルモンの処理能力も落ちるため、男性の場合は女性化乳房や精巣の萎縮などが起こることもある。その他の物質を肝臓で処理する能力も落ち、タンパク質の代謝の結果生ずるアンモニアの処理が滞ったことや、主に肝臓で代謝される芳香族アミノ酸の処理も滞ったことなどが原因で、肝性脳症を合併し、羽ばたき振戦(flapping tremor)が現れたり、見当識障害などが出ることもあれば、昏睡状態に陥る場合もある。なお、肝不全が原因で死亡することもある。その上、肝硬変になった肝臓は肝がんを発症しやすい状態にあり、しばしば肝がんを合併し、肝がんも死因となり得る。

## 検査

### 血液検査
肝硬変に至った肝臓は、すでに肝細胞の数が減少していることもあり、何らかの原因で新たに肝細胞が破壊されたことによって血中に遊離してくるALTやASTは、軽度の上昇に留まっていることが多い。このため、肝硬変の程度をはかる指標としてALTなどの逸脱酵素を用いることは不適切である。
肝硬変の程度を見る指標としては、むしろ肝不全にどれだけ近いかを見る血液検査項目が注目される。血小板は肝硬変早期から減少傾向を示し、肝不全に近くなると各種老廃物の肝臓での処理や排泄や無毒化が遅れるために、肝臓でのビリルビンの処理や排泄が滞ったことによる血中の総ビリルビン濃度が上昇したり、肝臓での尿素回路が充分に動いていないことによる血中のアンモニア濃度が上昇したりする。また、肝不全に近くなると肝臓でのタンパク質合成能力も落ちるために、肝臓で合成される血中タンパク質が低下してくる。すなわち、血中のアルブミンの濃度低下、血中のブチリルコリンエステラーゼの濃度低下などが起こる。さらに、肝臓で合成される血液凝固因子も減少するために、プロトロンビン時間の延長も起きてくる。このように肝臓で合成される血中タンパク質は、総じて低下傾向となるために、血清総タンパク(Serum total protein)も低下傾向となるため、その代償として、γグロブリンが上昇してくることもある。
他に、肝硬変特有の検査として、肝臓の線維化マーカーであるヒアルロン酸やIV型コラーゲン7S,プロコラーゲンIIIペプチド(P-III-P)も用いられる。これらの異常は肝硬変であることを強く示唆する。排泄能の評価にはインドシアニングリーン静注後15分の停滞率を測定することが多い（略号ICG15）。
それから、肝硬変に伴って門脈から肝臓への血流が入りにくくなった結果、門脈圧が上昇したことによって、しばしば脾腫を生ずる。脾腫に伴って、しばしば脾臓の機能は亢進し、結果として、必要以上に血球が破壊され、すなわち、赤血球、血小板などが総じて減少傾向となる汎血球減少症が見られる場合もある。
他に特筆すべきこととして、肝硬変患者は糖尿病を合併する場合があるため、糖尿病の指標が注目されることもある。血糖値を下げるホルモンであるインスリンが肝硬変になった肝臓に来たとしても、肝臓でグリコーゲンを合成するなどして血糖値を下げることが難しくなることが一因である。この結果、食後高血糖が起こりやすくなり、HbA1c（ヘモグロビンA1c分画）の上昇も見られることがある。ただし、肝硬変患者は低血糖も起こしやすくなる。これは、肝硬変になった肝臓は、グルカゴン、成長ホルモン、糖質コルチコイドといった血糖値を上昇させるホルモンが来ても、肝臓に蓄えることのできるグリコーゲンの量が減少するためグリコーゲンの分解による血糖値維持を続けることが難しくなる上に、肝臓においてコリ回路をはじめとする糖新生の能力も低下するためである。
なお、肝硬変の原因を探るための血液検査項目としては、ウイルス学的検査（HBV抗原・抗体, HCV抗体など）、自己免疫学的検査（ANA（Anti-Nuclear Antibody：抗核抗体）、AMA（Anti-Mitochondrial Antibody：抗ミトコンドリア抗体）、AMA-M2分画=抗PDH抗体など）などを行う。
線維化の進展を予測できる指標として FIB-4 index がある。
- FIB-4 index 算出方法

( AST {\displaystyle \times } 年齢 ) {\displaystyle \div } ( 血小板数 {\displaystyle {\rm {\times {\sqrt {ALT}}}}} )
注記:AST 及び ALT は、IU/L。血小板数は、109/L （0.1万/μL）
- 判定

2.67以上、肝線維化確実で NASH の可能性が高い。要肝生検
ALT値が基準値内であっても NAFLD の場合は、1.659以上（≧）、肝線維化の可能性
1.3以下、肝線維化なし。経過観察

### 肝生検
肝生検では、再生結節を伴う線維化した肝組織を認める。再生結節の大きさが3 mmより小さいものは小結節性肝硬変と分類され、アルコール性肝硬変に多くみられる。3 mm以上のものは大結節性肝硬変と分類され、ウイルス性肝硬変に多く見られる。ただし、超音波検査や腹部CT検査などの非侵襲的な画像診断技術の進歩に伴い、侵襲的な肝生検は、肝硬変に診断において意義が薄れつつある。肝生検が必要とされるのは、肝硬変に伴って肝がんと見られる腫瘍組織らしきものが画像診断で発見された時である。

### 上部消化管内視鏡検査
上部消化管内視鏡検査にて、食道や胃の静脈瘤を定期的に調べることは、静脈瘤破裂に伴う大出血による突然死を防ぐために、必要だとされている。

### 画像診断（CT、超音波など）
腫大した肝左葉と萎縮した肝右葉、mesh pattern（小網目状）の実質、鈍化した辺縁、肝表面の凹凸が 腹部超音波検査や腹部CT検査で共通にみられる典型的な肝硬変像である。左葉の腫大については、腹部超音波検査で尾状葉(S1)が大動脈の位置まで達していれば、左葉腫大と判定する。なお、「アルコール性肝硬変」では、再生結節が小さく均一に分布するため、両葉が腫大し、実質は粗くなく、表面の凹凸も目立たない。
腹部超音波検査では、肝臓の再生結節、門脈圧亢進を反映した胆嚢壁の肥厚を認める。これは胆嚢静脈が、門脈に還流するためである。門脈圧亢進に伴って、傍臍静脈や左胃静脈の拡張・脾後腹膜短路など、側副血行路の形成も認める。また、しばしば腹水が見られる。
肝硬変にはしばしば肝細胞癌が合併するが、造影剤を用いたダイナミックCT・MRI検査や超音波ドップラー法などで、癌組織内の血流を評価する検査が癌の診断に有用である。

## 分類
残存肝機能の程度を評価するものとして以下の 「Child-Pugh (チャイルド・ピュー) 分類」または「肝障害度分類」が一般的に用いられている。
|                          | 1点      | 2点     | 3点        |
| ------------------------ | -------- | ------- | ---------- |
| 肝性脳症                 | 無し     | 軽度    | 昏睡あり   |
| 腹水                     | 無し     | 少量    | 中等量以上 |
| アルブミン(Alb:g/dl)     | 3.5 超   | 3.5-2.8 | 2.8 未満   |
| プロトロンビン時間(PT:%) | 70 超 <  | 70-40   | 40 未満    |
| ビリルビン(T-Bil:mg/dl)  | 2.0 未満 | 2.0-3.0 | 3.0 超     |

合計点で、A : 5-6 , B : 7-9 , C : 10-15 の分類を行う。
- MELD score（Model for end-stage liver disease）

血清ビリルビン値・クレアチニン値・プロトロンビン時間（PT-INR）によって算出される肝機能予後評価式。メイヨークリニックのサイトで自動計算可能。また血清ナトリウム(Na)を加味するものもある。
| 肝障害度                | A       | B            | C              |
| ----------------------- | ------- | ------------ | -------------- |
| 腹水                    | ない    | 治療効果あり | 治療効果少ない |
| 血清ビリルビン値(mg/dL) | 2.0未満 | 2.0-3.0      | 3.0超          |
| 血清アルブミン値(g/dL)  | 3.5 超  | 3.0-3.5      | 3.0未満        |
| ICGR15(%)               | 15未満  | 15-40        | 40超           |
| プロトロンビン活性値(%) | 80超    | 50-80        | 50未満         |

2項目以上に該当した肝障害度が2カ所以上にある場合は、高い方の肝障害度に分類される。

## 主な合併症
最も多い合併症は門脈圧亢進症。ほかに、肺高血圧症や血液疾患など。
- 門脈圧亢進症により食道、胃、直腸静脈瘤からの消化管出血や門脈圧亢進性胃症腹水、急性腎障害などの症状が現れる[4]。

- 心血管系合併症により、血管拡張、肺内右左短絡、低酸素症（肝肺症候群）[4]。
- 肺高血圧症

- 血液疾患により、貧血、脾機能亢進症、慢性消化管出血、葉酸欠乏症[4]。

## 治療
肝硬変に至った肝臓を元に戻すことは不可能なため、その治療は基本的に対症療法が行われ、合併症の発生を避けるといったことが主に行われる。また、食事制限を行うことによって、肝硬変の進行を少しでも遅らせたり、合併症を防ぐといったことも行われる。これらによって肝硬変患者の延命を図る。なお、肝硬変に至った原因によっては、それに応じた治療が行われることもある。
山口大学では患者自身から採取した骨髄細胞を静脈注射することで肝硬変を慢性肝炎の状態にまで改善する研究が進められており、先進医療Bとして臨床研究が行われている。

### 一般的な治療

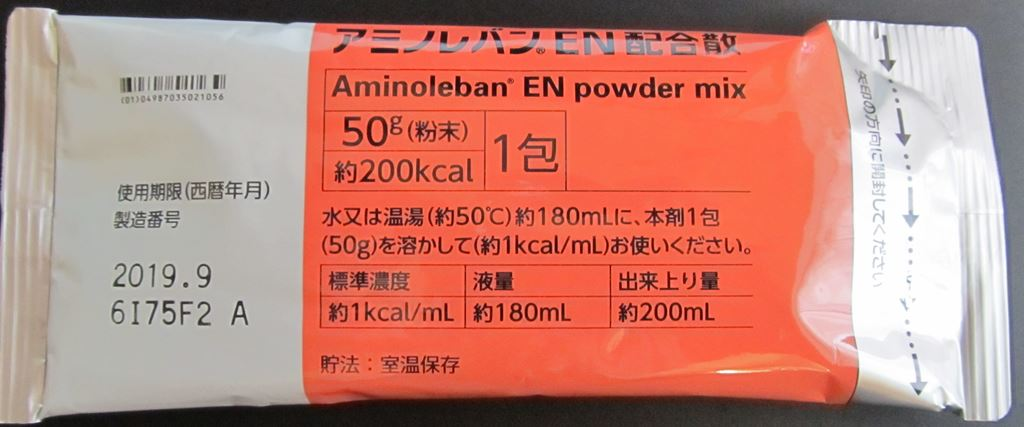
肝不全用のアミノ酸製剤の例

肝硬変は、一般に飲酒によって悪化するため、食事制限の1つとして、節酒ではなく一切の飲酒を禁ずる断酒が含まれることが通常である。他にも、肝臓において尿素回路が充分に機能しないために高アンモニア血症を生じないように、体内でのアンモニアの発生を減らす処置が行われる場合がある。よって、タンパク質がエネルギーとして利用された時に生ずるアンモニアを減らすための食事制限も行われ得る。さらに、ラクツロースを経口投与することで、これが腸内で分解されて腸内のpHを低下させることによって、腸内のアンモニアをイオン化させて吸収されにくくするといったことも行われる。他に、腸管内で腸内細菌によってアンモニアが遊離されることを防ぐために、経口投与してもほとんど吸収されない抗菌薬を経口投与して腸内細菌を殺菌するといったことが行われる場合もある。
また、肝硬変に伴う高アンモニア血症の他に、肝臓でのアミノ酸代謝能力が低下したことによって、芳香族性の側鎖を持ったアミノ酸が蓄積したことなども合わさって発症する肝性脳症を防ぐために、上記の他に、分岐鎖アミノ酸を多く含み、芳香族アミノ酸の含量が少ない、肝不全用のアミノ酸製剤が投与される場合もある。
肝硬変に伴って発生した門脈圧亢進症によって発生した脾腫などの結果として生ずる、貧血の改善のためには、鉄剤を用いることもあるものの、肝硬変の原因によっては鉄過剰によって肝細胞が打撃を受ける可能性があるため、慎重さが求められる。また、脾腫による血小板減少と、肝臓による血液凝固因子合成量の減少に伴う出血傾向については、軽度であればビタミンKの補充によって肝臓での血液凝固因子合成を促進する方法もあるものの、もはや肝臓による血液凝固因子合成が望めない場合は、血液凝固因子を補充するために新鮮凍結血漿の輸血が行われることもある。新鮮凍結血漿の輸血によって、肝硬変の肝臓では合成が不足しがちになるアルブミンも補充できる。ただし、この治療を行うと、輸血に伴う感染症のリスクを患者は負うことになる。
肝硬変による門脈圧亢進症の結果、脾腫以外にも様々な合併症が現れるために、それらの対処が求められる場合もある。門脈の流れが悪くなったことなどによって発生する腹水については、体液貯留を防ぐためにも塩分制限を患者に課し、利尿薬の投与が試みられるものの、効果が不充分であれば、腹部に針を刺して直接腹水を抜き取る場合もある。門脈に溜まった血液が無理に心臓に戻ろうとした結果、しばしば痔核や食道静脈瘤を形成する。このうち食道静脈瘤破裂による出血は、致死的である場合もあるために、食道静脈瘤破裂を防止する処置が試みられる場合もある。これらのように、門脈圧亢進は様々な合併症を引き起こすため、TIPS（経頚静脈的肝内静脈短絡術）が試みられる場合もある。この他、肝硬変に伴って肝がんが発生した場合は、その治療が試みられることもある。
ただし、いずれの治療も肝硬変の病期の進行に伴って治療は困難になりがちであり、死亡に至ることもある。これを避けるために、肝移植が行われる場合もあるものの、仮に肝移植が成功したとしても、拒絶反応を防止するために生涯にわたって免疫抑制剤を使用し続ける必要があるため、患者は日和見感染症を含めて感染症全般に注意せねばならない。また移植後の長期経過の中で、移植された肝臓の機能低下など更なる問題が出てくる場合もある。

### 原因別の治療
以上に加えて、肝硬変が発生した原因によって、以下の治療が試みられたり、特に患者に強い食事制限を課したりする場合がある。
1. アルコール性肝硬変では、まず禁酒こそが最も重要であり、患者は直ちに断酒をしなければならない。例えば、アルコール性脂肪肝であれば可逆的なので、一時的な禁酒によって脂肪肝が解消されれば、適量の飲酒ならば許されるようになる場合があるのに対して、肝硬変に至った肝臓は不可逆的であるために生涯の断酒が求められる。残存している肝機能を可能な限り長く維持しておくために、断酒は避けられない。なお、その他の原因による肝硬変であっても禁酒は予後を改善するため、いずれにしても肝硬変になった場合は断酒が求められる。
2. B型肝炎の結果発生した肝硬変では、HBV-DNA陽性の場合にはエンテカビルなどによる、抗B型肝炎ウイルス治療が試みられる[16]。なお、5年間にわたるテノフォビル投与により、HBVによる肝硬変患者の約75%は、肝硬変が改善していた[17]。

### 他の病気の治療への影響
肝硬変に陥った患者は、肝機能が低下するために、もしも、肝硬変患者が肝臓以外にも疾患を抱えていて、何らかの治療を行っていた場合には、その治療にまで影響を及ぼす場合がある。例えば、その疾患の治療のために使用していた薬物が、肝臓で代謝されたり、胆汁へと排泄されることが必要な薬物であった場合、その薬物が使用不能になる可能性があるといった具合である。

## 予後
肝硬変は、肝臓の不可逆病変であり、治癒しない。そして肝不全に陥った場合、死を避けることは難しい。したがって、残存している肝機能をどれだけ維持できるか、いかに代償性肝硬変の状態を長く維持できるかによって、予後は左右される。この他に、腎機能が低下した患者や、肺機能が低下した患者では予後が極めて悪い。さらに、肝硬変は肝がんを発症しやすい状態であるため、肝がんを発症して死亡に至るケースもある。また、肝硬変に伴う出血傾向によって、消化管出血、特に、食道静脈瘤の破裂によって急死する場合もある。なお、非代償性肝硬変に至ったとしても、肝移植が成功した患者の生命予後は改善される。しかしながら、肝移植を行った場合、HLAが完全に一致しない限り拒絶反応を抑えるための免疫抑制を生涯行う必要が出てくるなど、問題もある。

## 罹患した著名人
肝硬変により亡くなった芸能人もいれば、余命宣告されても手術などにより助かった者もいる。
- 1998年、お笑いコンビ「キリングセンス」の萩原正人は、31歳の頃に肝硬変の診断を受けた。原因は、母子感染によるB型肝炎。症状が悪化していき、総ビリルビン値が6になると「余命半年」と言われた。この頃、腹水で妊婦のように腹が膨らむ一方で、ガリガリにやせ細った。渡米してドナー登録をして、9ヶ月後の2000年4月に肝臓と腎臓の同時移植手術を受けて成功[18]。

- 林葉直子は、安くて度の強い酒を飲み続け、足が骨折したかのような激痛となり紫色に変色し、腹水でお腹が妊婦のように膨らみ、病院に行ったところアルコール性肝硬変を診断された。闘病生活となり、体重は38kgまで減少し、医師から余命1年を宣告されることもあった[19]。

- 2014年に、お笑い芸人で春一番が、アルコール性肝硬変により47歳の若さで亡くなった。酒好きで、1日おきのペースで酒を飲んでいたが、体調に大きな変化はなかったとされる[20]。

- 2020年7月、毎日飲酒し続けていたブル中野は、髪の毛が抜け肌が荒れ腹水でお腹が膨れ、夫に病院に連れて行かれ、肝硬変を診断された[21]。